# Skineffect

Skineffect

Het skineffect is het verschijnsel dat in geleiders, waarin een wisselstroom loopt, de stroomdichtheid hoger wordt met het naderen van het oppervlak van de geleider. Dit komt doordat een wisselstroom ook een inwendig wisselend magnetische veld H veroorzaakt. De verandering van de flux van dit veld zal worden tegengewerkt door ringvormige wervelstromen Iw waarvan de richting bepaald wordt door de Wet van Lenz. Het resultaat is dat de totale stroomdichtheid groter is langs de buitenkant dan langs de binnenkant van de geleider.
De sterkte van het effect neemt toe met de frequentie van de wisselstroom. Het skineffect speelt daarom vooral een rol bij radiofrequente (RF) wisselstromen, te zien aan de volgende cijfers. Bij een frequentie van 50 Hz is de (effectieve) indringdiepte in koper ongeveer 1 cm, bij 10 kHz is dit een 0,66 mm en bij 10 MHz nog maar 20 μm, wat inhoudt dat bij deze laatste frequentie de stroom eigenlijk slechts aan het oppervlak loopt. Het gevolg van het skineffect is dat de weerstand van een geleider sterk toeneemt bij hogere frequenties. Daarom is het beter om in HF-techniek met holle geleiders te werken.
In de praktijk geldt dit skineffect ook voor de bliksem, die beschouwd kan worden als hoogfrequent. Zie aarding bij algemeen punt 2).

## Vergelijking
Bij een geleider met cirkelvormige doorsnede verloopt de stroomdichtheid J als functie van de afstand d tot het oppervlak:
{\displaystyle J=J_{0}e^{-d/\delta }}.
De parameter {\displaystyle \delta }, de (effectieve) indringdiepte, neemt sterk af met toenemende frequentie.
{\displaystyle \delta ={\sqrt {{2} \over {\omega \sigma \mu }}}}.
Daarin is
{\displaystyle \mu } de magnetische permeabiliteit;
σ de conductiviteit van het materiaal;
ω de hoekfrequentie.

## Toepassing
Het skineffect is in het algemeen nadelig, maar vindt ook praktische toepassing. Brengt men een werkstuk dat aan het oppervlak een warmtebewerking (oppervlakteharding) moet ondergaan, in een hoogfrequent veld, dan zal ten gevolge van het skineffect alleen aan het oppervlak een stroom lopen en daar warmteontwikkeling geven.
Dit effect is vooral bekend bij radiofrequente wisselstromen. Bij het ontwerp van zend- en ontvangantennes moet ermee rekening worden gehouden dat het oppervlak van de toegepaste geleiders dus de meeste RF-stroom zal voeren.
Van deze eigenschap wordt ook gebruikgemaakt door voor sommige toepassingen de antenne uit hol buismateriaal te maken, wat scheelt in kosten en gewicht. Dit was dan ook het geval bij de traditionele tv-antennes die men vroeger vaak op daken van huizen aantrof: de zgn. 'hark'-antennes of beter yagi-antennes.
Behalve holle buis, wordt ook gebruikgemaakt van litzedraad. Naast het voordeel van de buigzaamheid bij netsnoeren is er dan het voordeel van een grotere effectieve doorsnede van het koper bij hoogfrequente stromen. In dit laatste geval moeten wel alle dunne deeldraadjes onderling geïsoleerd zijn.